# ایدا الستاد
ایدا الستاد (انگلیسی: Ida Alstad؛ زادهٔ ۱۳ ژوئن ۱۹۸۵) یک بازیکن هندبال اهل نروژ است. و به مدال برنز رشته قایقرانی بادبانی در بازی‌های المپیک تابستانی ۲۰۱۶ دست یافت.